# Rybjerg Kirke
Rybjerg Kirke er en kirke i Rybjerg Sogn i det tidligere Salling Nørre Herred, Viborg Amt, nu Skive Kommune. Apsis, kor og skib er opført i romansk tid af granitkvadre over dobbeltsokkel, rundstavprofil over skråkant. Den tilmurede syddør står med tre par frisøjler. Søjlerne har terningkapitæler og baser med bladornamenter. På tympanonen ses en biskop i lavt relief, der sidder på en foldestol med dyrehoveder på endestykkerne og drager på stolens ben.
Norddøren er fortsat i brug. Den har to par halvsøjler og glat tympanon, og på kapitæler og baser ses hjørnehoveder samt en liggende kvinde, en drage, en løve og planteornamentik. Portalerne sættes i forbindelse med domkirkebyggeriet i Viborg. Apsis har bevaret et rundbuevindue. Ved korets sydmur er placeret en karmsten med tovsnoning. Tårn og våbenhus mod nord er opført i sengotisk tid. I 1766 blev sydkapellet tilføjet som gravkapel for Mads Hastrup, Eskær. Kirken blev restaureret i 1876 ved Frits Uldall. Ved den lejlighed blev store dele af murværket omsat. Kirken blev hovedistandsat i 1935-38.
Søren Nancke-Krogh diskuterer i bogen Stenbilleder fortolkningen af nordportalens relief med mandsmaske og fødende kvinde. Kvinden ligger med hænderne på maven, der hvælver sig ned mellem benene. Det kunne knytte sig til Esajas' profeti om Babylons fald, hvor indbyggerne ville vånde sig som fødende kvinder (Es 13,8). Forgængeligheden er også en mulighed. I Prædikerens Bog står: Som han udgik af sin moders liv, skal han atter gå bort, lige så nøgen som han kom, og ved sin flid vinder han intet, han kan tage med sig (for den autoriserede oversættelse fra 1992, se Prad 5,14). Da relieffet er på nordportalen, kunne det også være en fødselsbesværgelse. Her kan også være tale om Sankt Margaretha, der allerede omtales på Ansgars tid og som Svend Tveskæg opkaldte sin datter efter.
På portalens modsatte side ses en drage, som kan knyttes til Margaretha. I legenden har Margaretha en kontrovers med en drage, som i nogle versioner sluger hende, men hun slipper ud ved korsets hjælp. Ifølge middelalderskrifterne ønsker hun, at legenden om hendes martyrium skal læses over kvinder med fødselsproblemer, så vil det lette forløsningen og hindre vanskabte børn. At Margaretha kommer ud af dragen ved korsets tegn knytter hende til dåbsritualet, der er en genfødsel i Jesus, som genopstandelsen ved korset.
Kor og skib har flade trælofter. Den rundbuede korbue er bevaret med profilerede kragsten. Apsis har halvkuppelhvælv og bue med skråkantede kragsten. Kirken har en romansk døbefont af granit med glat kumme og firkantet fod med hjørneklør. Altertavlen i renæssancestil er fra begyndelsen af 1600-tallet, storfeltets maleri er fra 1857. Prædikestolen er ligeledes fra begyndelsen af 1600-tallet og er tæt knyttet til prædikestolen i Tøndering Kirke. Et korbuekrucifiks fra 1300-tallet er ophængt på nordvæggen, korstræet er nyt.